# セオドア・ビケル
セオドア・メイア・ビケル（Theodore Meir Bikel、1924年5月2日 - 2015年7月21日）は、オーストリア・ウィーン出身で主にアメリカ合衆国で活躍した俳優・歌手。名字は「バイケル」とも表記される。

## 来歴
オーストリア・ウィーンにてユダヤ系ドイツ人（ユダヤ系）の子として生まれる。1938年、アンシュルスののち、家族とともにイギリス委任統治領パレスチナに移住。
1946年にパレスチナを離れ、ロンドンの王立演劇学校で学ぶ。ロンドンとニューヨークで舞台に立ち、トニー賞に2度ノミネートされている。ヨーロッパと中東の多くの言語を話すことが出来、アクセントや方言にも通じている。
1958年の『手錠のまゝの脱獄』でアカデミー助演男優賞にノミネートされた。
また、『スパイ大作戦』、『チャーリーズ・エンジェル』、『ダイナスティ』、『スタートレック』、『ロー&オーダー』、『ナイトライダー』など多くのテレビシリーズにゲスト出演している。
2005年にハリウッド・ウォーク・オブ・フェームに演劇部門で星を授与されている。
2015年7月21日、老衰のため死去。91歳没。

## 主な出演作品
- アフリカの女王 The African Queen (1951)
- 赤い風車 Moulin Rouge (1952)
- 眼下の敵 The Enemy Below (1957)
- 手錠のまゝの脱獄 The Defiant Ones (1958)
- 私は死にたくない I Want to Live! (1958)
- マイ・フェア・レディ My Fair Lady (1964)
- アメリカ上陸作戦 The Russians Are Coming the Russians Are Coming (1966)
- 刑事コロンボ　殺しの序曲 Columbo: The Bye-Bye Sky High I.Q. Murder Case (1977)
- プラスティック・ナイトメア/仮面の情事 Shattered (1991)
- ザ・ターゲット Shadow Conspiracy (1997)
- 罪と罰 Crime and Punishment (2002)

## 参照
1. ↑  Renowned actor and folk singer Theodore Bikel and conductor Tamara Brooks to visit Vassar College as Artists in Residence. February 10-18, 2008 - College Relations - Vassar Co...
2. ↑  “Theodore Bikel - Awards” (英語).  IMDb. 2013年4月23日閲覧。
3. ↑  米舞台俳優、Ｔ・ビケル氏死去　９１歳 産経新聞 2015年7月22日閲覧